# جوجا كورموسزي
جوجا كورموسزي (بالمجرية: Körmöczy Zsuzsa)‏ مواليد 25 أغسطس 1924 - الوفاة 16 سبتمبر 2006، كانت لاعبة كرة مضرب مجرية وكانت تلعب باليد اليمنى. كما أنها إحدى بطلات الجراند سلام. أعلى تصنيف لها في الفردي كان المركز الـ 2 في سنة 1958.

## بطولات حققتها
- دورة رولان غاروس الدولية

## النهائيات

### الفردي (الألقاب 1, الوصافة 1)
| الحصيلة | السنة | البطولة                  | الأرضية | النتيجةالمنافس      | النتيجة       |
| ------- | ----- | ------------------------ | ------- | ------------------- | ------------- |
| الفوز   | 1958  | دورة رولان غاروس الدولية | ترابية  | شيرلي بلومر برشر    | 6–4, 1–6, 6–2 |
| الوصافة | 1959  | دورة رولان غاروس الدولية | ترابية  | كريستين ترومان جينس | 4–6, 5–7      |

## الخط الزمني للفردي
مفتاح
| ف | ن | ن.ن | ر.ن | د# | د.م | ل | أ.أ | ت | غ | ب | ف | ذ | م.خ | ل.ت |

(ف) فاز بالبطولة (ن) وصل النهائي (ن.ن) نصف النهائي (ر.ن) ربع النهائي (د#) الأدوار الأربعة الأولى (د.م) دور المجموعات (ل) شارك في كأس ديفيز (أ.أ) خرج من الأدوار الاولى (ت) خسر التصفيات التأهيلية (غ) غاب عن الحدث أو البطولة (ب) حصل على ميدالية برونزية (ف) حصل على ميدالية فضية (ذ) حصل على ميدالية ذهبية (م.خ) بطولة الماسترز خُفضت إلى مرتبة أقل (ل.ت) البطولة لم تعقد في السنة المعينة.
لتجنب الارتباك وازدواجية الحساب، يتم تحديث هذه المعلومات إما في نهاية البطولة، أو عندما تكون مشاركة اللاعب في البطولة قد انتهت.
| الدورة             | 19471 | 1948  | 1949 - 1951 | 1952  | 1953  | 1954  | 1955  | 1956  | 1957  | 1958  | 1959  | 1960  | 1961  | 1962  | 1963  | 1964  | إجمالي ف/م |
| ------------------ | ----- | ----- | ----------- | ----- | ----- | ----- | ----- | ----- | ----- | ----- | ----- | ----- | ----- | ----- | ----- | ----- | ---------- |
| البطولة الأسترالية | غ     | غ     | غ           | غ     | غ     | غ     | غ     | غ     | غ     | غ     | غ     | غ     | غ     | غ     | غ     | غ     | 0 / 0      |
| البطولة الفرنسية   | ر.ن   | د2    | غ           | غ     | غ     | غ     | د1    | ن.ن   | ر.ن   | ف     | ن     | د3    | ن.ن   | د4    | د1    | د3    | 1 / 12     |
| بطولة ويمبلدون     | د1    | د4    | غ           | د3    | ر.ن   | غ     | ر.ن   | د4    | د2    | ن.ن   | غ     | د2    | د4    | د2    | د2    | د1    | 0 / 13     |
| البطولة الأمريكية  | غ     | غ     | غ           | غ     | غ     | غ     | غ     | غ     | غ     | غ     | غ     | غ     | غ     | غ     | د2    | غ     | 0 / 1      |
| م.ف                | 0 / 2 | 0 / 2 | 0 / 0       | 0 / 1 | 0 / 1 | 0 / 0 | 0 / 2 | 0 / 2 | 0 / 2 | 1 / 2 | 0 / 1 | 0 / 2 | 0 / 2 | 0 / 2 | 0 / 3 | 0 / 2 | 1 / 26     |

- إجمالي ف / م = إجمالي الفوز والمشاركة

## روابط خارجية
- جوجا كورموسزي على موقع الاتحاد الدولي لكرة المضرب (الإنجليزية)
- جوجا كورموسزي على موقع كأس بيلي جين كينغ (الإنجليزية)
- جوجا كورموسزي على موقع خلاصة التنس.كوم (الإنجليزية)